# Hérault (departma)
Hérault (okcitansko Erau, oznaka 34) je francoski departma, imenovan po reki Hérault, ki teče skozenj. Nahaja se v regiji Languedoc-Roussillon, ob Sredozemskem morju.

## Zgodovina
Departma je bil ustanovljen v času francoske revolucije 4. marca 1790 iz dela nekdanje province Languedoc (ozemlje Biterrois, Espinouse, Lodèvois, Montpelliérais in del visoke planote Larzac).
Po opustošenju vinogradniške regije na začetku 20. stoletja se je uprlo na tisoče delavcev. Upor je zatrla Clemenceaujeva vlada.
Pozimi 1956 je mraz poškodoval nasade oljk, ki se niso opomogli vse do leta 1980. V tem času so se zaprle številne zadruge.

## Geografija
Hérault leži v osrednjem delu regije Languedoc-Roussillon ob Lionskem zalivu. Na severovzhodu meji na departma Gard, na jugozahodu na Aude, na severozahodu pa na departmaja regije Jug-Pireneji Tarn in Aveyron.